# أتيلا كيريكس
أتيلا كيريكس (بالمجرية: Kerekes Attila)‏ هو لاعب كرة قدم مجري، ولد في 4 أبريل 1954 في بودابست في المجر. شارك مع منتخب المجر لكرة القدم. أما مع النوادي، فقد لعب مع بورصا سبور ونادي بكسكابا 1912 إلوره.

## وصلات خارجية
- أتيلا كيريكس على موقع الاتحاد الدولي (مؤرشف)  (الإنجليزية)
- أتيلا كيريكس على موقع قاعدة بيانات كرة القدم.إي يو (الإنجليزية)
- أتيلا كيريكس على موقع ناشيونال فوتبول تيمز (الإنجليزية)
- أتيلا كيريكس على موقع عالم كرة القدم.نت (الإنجليزية)